# Sent Joan de la Folhosa
Sent Joan de la Folhosa (en francès Saint-Jean-la-Fouillouse) és un municipi francès situat al departament del Losera i a la regió d'Occitània.